# Cucina milanese

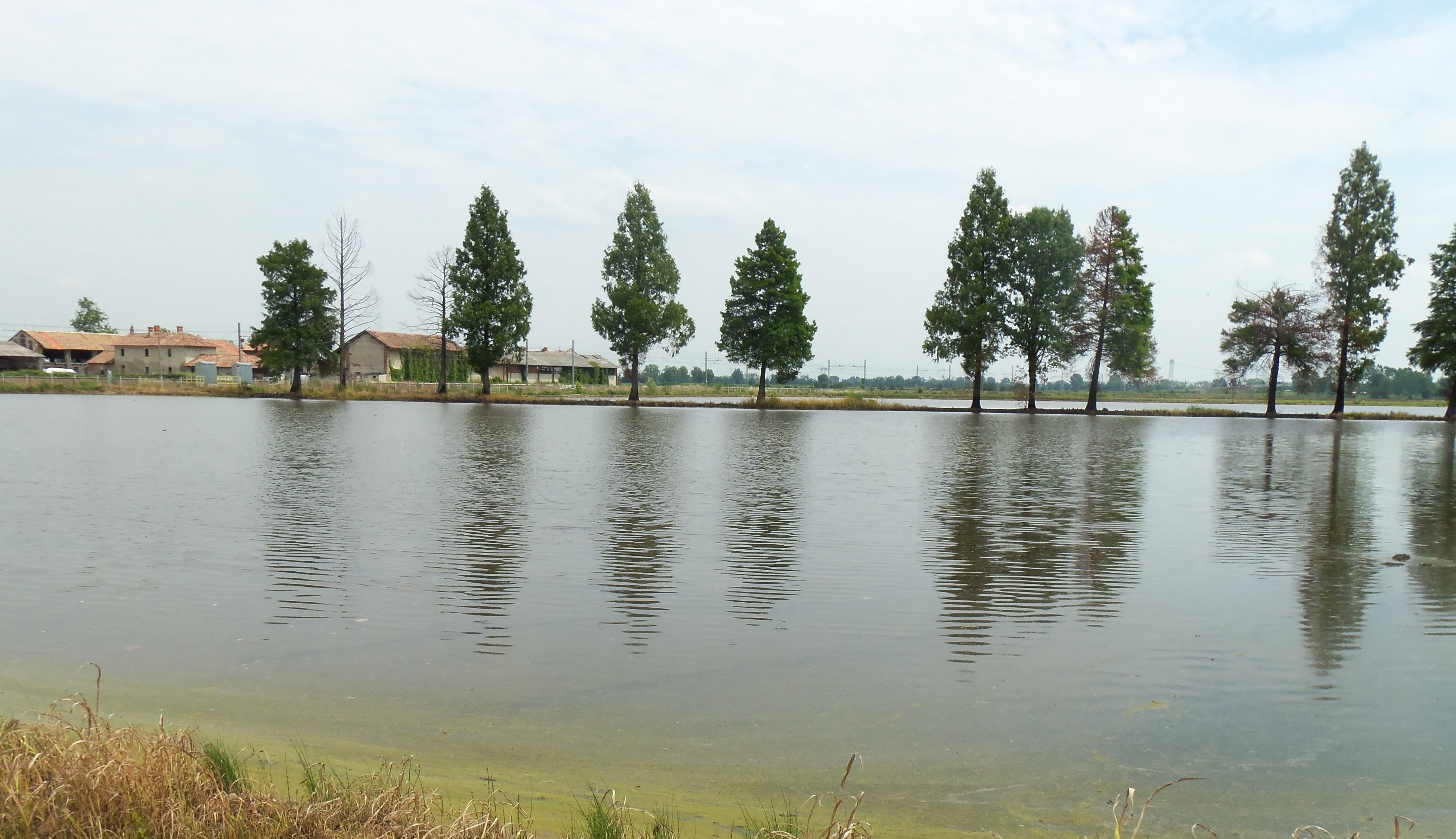
Risaie a Vermezzo, alle porte di Milano

La cucina milanese è, allo stesso tempo, fortemente caratterizzata dagli elementi del territorio e influenzata sia dalle tradizioni culinarie.
Tra i piatti e pietanze vi sono il risotto allo zafferano, la cotoletta alla milanese, l'ossobuco e il panettone, altre specialità sono la cassœula, stufato con vari tagli di maiale e verza, e la trippa alla milanese, conosciuta anche come busecca. Completano il repertorio culinario milanese l'ampio uso di latticini, come il burro, usato per le fritture, e i numerosi formaggi locali, su tutti il gorgonzola, il grana padano e il mascarpone, e l'uso di farina di granturco per il pane giallo e la polenta.
Degna di nota è l'Antica trattoria Bagutto, ristorante più antico d'Italia e secondo in Europa, dopo lo Stiftskeller St. Peter di Salisburgo.

## Storia

### La cucina in epoca celtico-romana

Un angolo del vecchio Verziere, nel 1920

La fertilità della terra e un'irrigazione efficace sino dai tempi dei Romani, che ha sempre reso abbondante il foraggio con la conseguente disponibilità di bestiame da carne e da latte, sono i punti di partenza per una cucina ricca di ingredienti e con forte caratterizzazione stagionale. La storia di Belloveso e della migrazione dei Galli Biturgi che convissero con gli Insubri e fondarono Milano ci racconta le vicende di un territorio fertile, in grado di sfamare una popolazione numerosa. Gli ingredienti caratteristici dell'epoca pre-romana vennero quindi introdotti dai Celti, ai quali si deve il primato della coltivazione di cereali come segale, orzo e grano, quest'ultimo dedicato alla produzione del pane bianco; tale tipo di agricoltura era resa particolarmente favorevole dalle pianure acquitrinose tipiche del territorio. Ai Celti si deve anche l'allevamento del maiale, da cui si ricavava il lardo, utilizzato come condimento in numerosi piatti della tradizione locale. Fu proprio in tale epoca, quindi, che si delinearono i fondamentali indirizzi culinari che avrebbero poi caratterizzato la cucina del territorio milanese nei secoli a venire: ne sono un esempio le pultes, impasti realizzati con farine di cereali e legumi e antenate della polenta e la tecnica di cottura denominata stufatura.
I coloni romani mantennero la cucina celtica, introducendo la carne di agnello e capretto.

### Il Medioevo

Pollame in una salumeria di via Spadari 1930

L'Alto Medioevo rappresentò un periodo di decadenza per Milano e, di conseguenza, la sua cucina ne risentì. Tra il III e il IV secolo d.C., infatti, molte popolazioni invasero e saccheggiarono la città, causando un pesante impoverimento degli abitanti, i quali dovettero ripiegare sull'utilizzo di ingredienti miseri, costituiti principalmente da prodotti da raccolta come bacche, radici ed erbe; inoltre, la carne bovina venne temporaneamente abbandonata. Procopio di Cesarea descrive la drammatica situazione alimentare dei milanesi dell'epoca:
(Procopio, Storia delle guerre)
A causa del dominio dei Longobardi, la differenza tra ricchi e poveri si fece sempre più evidente; infatti, mentre i ceti meno abbienti continuavano ad utilizzare ingredienti poveri nella loro cucina, verso l'VIII secolo la classe più ricca poté godere di una vasta abbondanza e varietà di cibarie (cereale, pollame e selvaggina) cotte nella creta, secondo l'usanza longobarda.
Verso l'anno Mille, l'economia vide una forte ripresa di cui beneficiò anche l'agricoltura, che tornò ad essere abbondantemente praticata. Emblematici di questa ritrovata ricchezza sono sicuramente i banchetti orditi dai canonici di Sant'Ambrogio, come testimonia Pietro Verri, il quale racconta le pietanze consumate in tali occasioni:
(Pietro Verri,Storia di Milano)

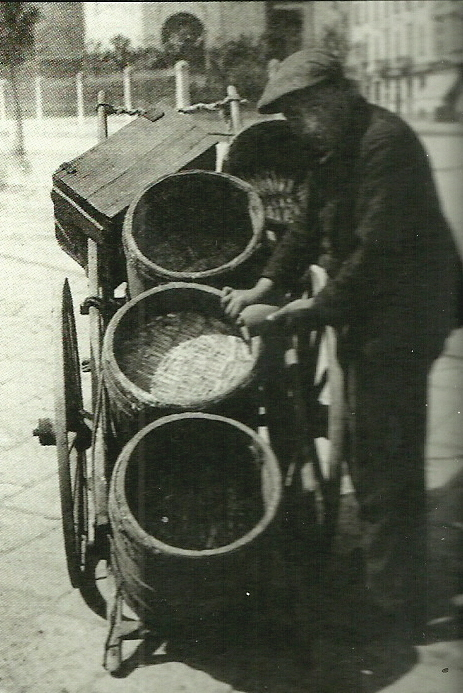
Milano, (1920) un venditore di acciughe

Nel Pieno Medioevo, dall'XI al XII secolo, sono le scritture monastiche sulla compravendita di fondi e mulini (molandina) a dare l'idea della varietà di granaglie che entravano nella dieta, assieme a oli ottenuti da noci, lino o ravizzone.
È con Bonvesin de la Riva che il repertorio degli ingredienti diventa tanto dettagliato da far comprendere anche come questi potessero essere consumati. Il racconto della complessa e capillare organizzazione dei mercati descrive una società divisa tra fornitori e consumatori non produttori, di gente che "andava a fare la spesa" e di come si nutriva. Sempre Bonvesin descrive nel suo De quinquaginta curialitatibus ad mensam del 1288 uno spaccato dei cibi, delle abitudini e dei comportamenti a tavola adottati dai milanesi.. Importante testimonianza delle abitudini culinarie della nobiltà di questo periodo sono offerte dal dettagliato resoconto del banchetto offerto il giorno 15 giugno 1368 da Galeazzo Visconti e avvenuto nel palazzo dell'Arengario in occasione delle nozze della figlia Violante con Lionello, secondogenito di Edoardo III d'Inghilterra: diciotto copiose imbandigioni che comprendevano, tra i vari ingredienti, maiali, lucci, lepri e vitelli:
(Bonamente Aliprandi,Chronicon Mantuanum Poema)
Ciò che cambia radicalmente l'agricoltura e soprattutto le abitudini alimentari dei milanesi è la diffusione della risicoltura attorno alla metà del XV secolo: essa è resa possibile su larga scala dalle grandi bonifiche viscontee e sforzesche nella bassa Milanese e nel Pavese. Nel 1475 Galeazzo Maria Sforza espresse il suo apprezzamento nei confronti del cereale quando donò dodici sacchi di semente al Duca di Ferrara Ercole I, sottolineando in una lettera come da ognuno si avranno dodici sacchi, al posto dei sette che si otterrebbero dal grano.

### La dominazione spagnola

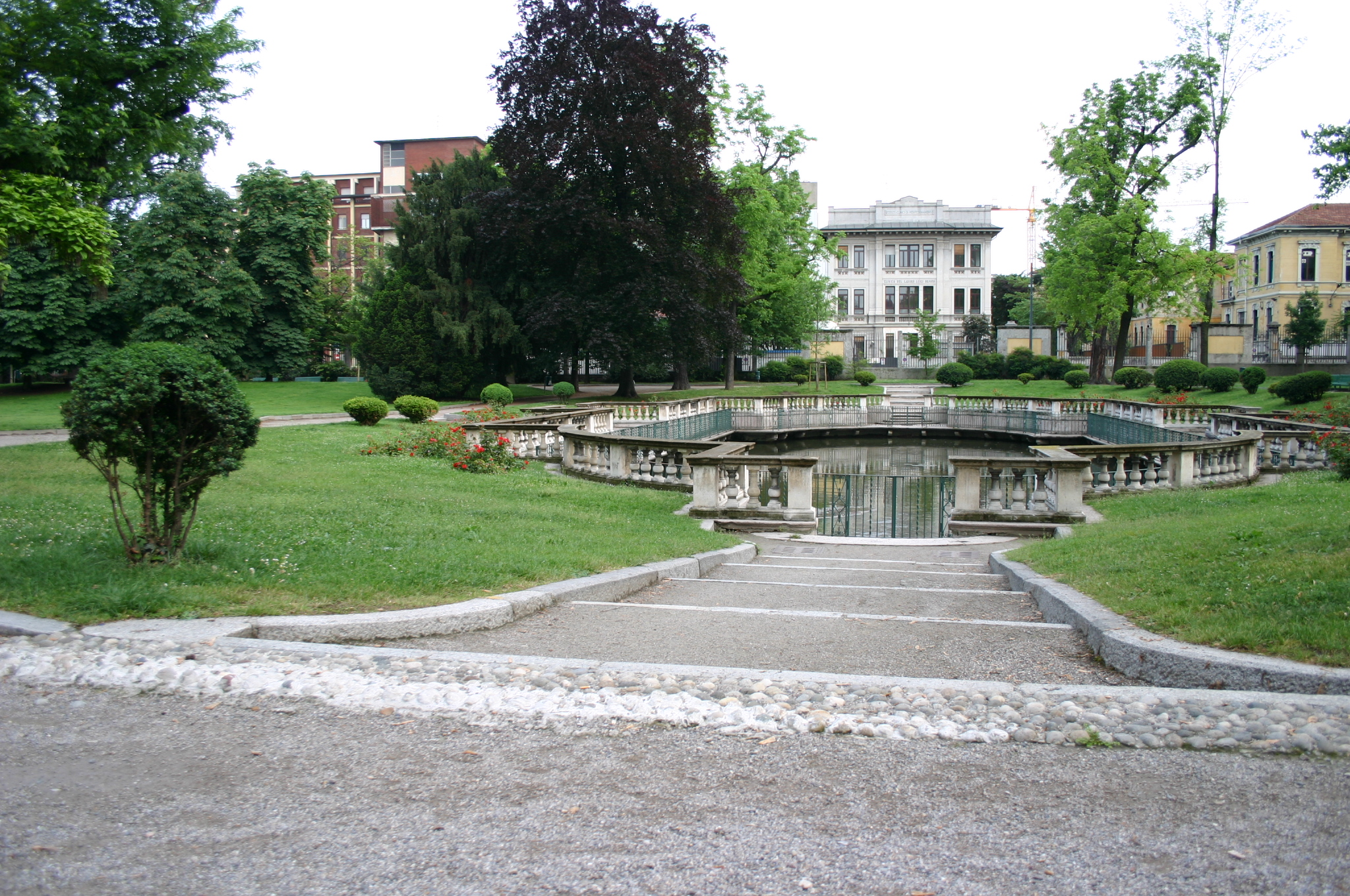
La peschiera dei giardini di via Guastalla, accanto alla Cerchia del Navigli

Tra il XVI e il XVII secolo Milano subì la dominazione spagnola, la quale portò un periodo di depressione economica, ma anche di piatti che sono poi entrati nella tradizione della cucina milanese come la cassœula e i mondeghili. Piatti molto graditi dalla nobiltà erano uova cotte in acqua di rose, pesce al latte di mandorle e torta allo zafferano.
Tra i ceti meno abbienti, tuttavia, la situazione era decisamente diversa: guerre, peste, carestie, spopolamento dei campi e delle campagne erano i fattori che più contribuivano alla situazione di degrado che imperversava e che quindi influenzava inevitabilmente le abitudini alimentari del popolo; scriveva a tal proposito nel 1602 il canonico bolognese G. B. Segni:
(Giovanni Battista Segni, Trattato)
Conseguenza di tale povertà dilagante fu l'adozione del mais nelle cucine della classe povera, a causa del suo basso costo dovuto ad un rendimento ben maggiore di quello offerto dal grano; è quindi in questo periodo che la polenta rappresentò uno dei piatti tipici del popolo, che veniva consumata in quantità così elevate da provocare la pellagra.

### La dominazione austriaca

Un venditore di rane, 1930

Il XVIII secolo fu caratterizzato dalla presenza degli Austriaci. Durante tale periodo, Milano e la Lombardia vissero anni finanziariamente floridi grazie alla considerevole quantità di investimenti agricoli, che rimise in sesto l'economia locale. La cucina milanese venne quindi positivamente influenzata da questa ripresa economica e dall'avvento dell'Illuminismo, che portò uno stile culinario più complesso e raffinato, oltre che nuovi ingredienti esotici come caffè, cacao e tè, ma anche pomodori, i quali fino al Settecento venivano usati solo come pianta ornamentale, perché ritenuti velenosi. Il cibo cominciò ad essere concepito anche come una componente culturale della società piuttosto che come un semplice mezzo di sostentamento o di piacere fisico; una tendenza di questo tipo è ritrovata in alcune lettere del filosofo Pietro Verri, in cui egli elogia la delicatezza della cucina proposta durante il soggiorno presso la residenza di un amico e, contemporaneamente, disprezza quella dai sapori più forti:
(Pietro Verri, Scritti Vari)

### Il periodo napoleonico
Il XIX secolo viene considerato come caratterizzato dalla presa di coscienza dell'importanza storica che la cucina milanese rivestiva nei confronti della tradizione cittadina; da questa consapevolezza emerse quindi l'esigenza di formare una letteratura che mantenesse viva la cultura gastronomica dell'epoca, come, ad esempio, Il cuoco piemontese ridotto all'ultimo gusto con nuove aggiunte ad uso anche della nostra Lombardia (1832), libro che riprendeva il precedente Il cuoco piemontese perfezionato a Parigi, aggiungendo anche ricette lombarde. Altri scritti dell'epoca degni di nota sono Il cuoco senza pretese (1836) e La cucina facile, economica e salubre (1844).
Nacquero in questo periodo locali più prestigiosi delle già esistenti osterie, destinati quindi all'alta borghesia: tra questi spiccano il Vauxhall sulla Strada Marina, noto soprattutto per l'ambiente raffinato ed esclusivo che era solito creare mediante un biglietto di ingresso dal prezzo proibitivo per chi non fosse benestante, e il Monte Tabor, celebre ristorante in zona Porta Romana, che rappresentava una meta particolarmente interessante per i giovani dell'epoca, attratti in special modo dalle montagne russe costituenti parte integrante del locale. Testimonianze importanti dei piatti preferiti dai ceti abbienti sono fornite dai menù che offrivano ristoranti e alberghi di lusso: l'esempio più rappresentativo è certamente quello della carta delle vivande offerta dal prestigioso Albergo Europa nel 1836, composto da ben 140 pietanze, tra cui la cotoletta (qui denominata semplicemente fritta), carni alla gradella (cioè alla griglia), polpette, arrosti di tacchino e pesci lessi quali storione e trota. Tra i formaggi, erano censiti gorgonzola, grana e stracchino.

### Dopo l'unità d'Italia

Un venditore di gamberi (1920)

La Milano italiana affrontò, sul finire dell'Ottocento, un elevato incremento dell'industrializzazione e quindi della popolazione: si assistette a ingenti flussi migratori verso la città con conseguente aumento della disoccupazione e, quindi, della povertà; questa condizione si ripercosse inevitabilmente sulle classi operaie del territorio, le quali, come emerso dall'inchiesta che il Ministro dei lavori pubblici Stefano Jacini promosse nel 1877, si nutrivano principalmente di polenta e baccalà fritto, accompagnati da pane di mistura e avanzi di salumeria.
La classe benestante, invece, continuava a godere di una cucina complessa, questa volta arricchita dall'arrivo in città di alcuni cuochi molto prestigiosi che servivano le più note famiglie nobiliari, quali Giuseppe Sorbiatti, inventore della moderna cotoletta alla milanese e Carlo Molina, cuoco del conte Ernesto Turati. Comincia in questi anni anche l'apertura verso tradizioni alimentari provenienti dall'estero, il cui esempio più emblematico è rappresentato dall'apertura della celebre azienda gastronomica Peck ad opera di un salumiere di Praga.

### Il Novecento
Nella prima metà del XX secolo, la cucina milanese attraversò un periodo di crisi: nei ristoranti, infatti, le tradizioni culinarie meneghine vennero sostituite da quelle toscane, giudicate più saporite e genuine; fino al secondo dopoguerra, quindi, la gastronomia locale si ritrovava solamente nelle case e non più nei locali.
Bisogna attendere gli anni '70 per vedere rifiorire la gastronomia meneghina grazie allo chef Gualtiero Marchesi, che nel 1977 aprì un locale di cucina tradizionale rivisitata, ottenendo due stelle dalla guida Michelin e, nel 1986, il massimo punteggio dalla guida francese.

## Piatti tipici

### Antipasti
Antipasto propriamente detto della cucina milanese, ovvero servito a tavola prima di iniziare il pasto vero e proprio, è un tagliere di affettati misti, tipicamente composto da salame, salame cotto, prosciutto crudo, spalla cotta e prosciutto cotto. Un tempo più diffusa era anche la lingua affumicata. I formaggi, oggi serviti nei ristoranti assieme ai salumi, nella cucina milanese sono tradizionalmente consumati a fine pasto.
Assieme a questi erano serviti tipicamente nelle festività, nei pasti quindi più ricchi:
- Paté di fegato alla milanese, pasticcio di fegato di vitello, rosolato con abbondante burro, aromatizzato con cognac e prosciutto cotto, messo in una terrina e coperto di gelatina, oppure servito a mo' di mousse.
- Aspic, pietanza che consiste in un misto, a seconda della ricetta, di carni e verdure tagliate e servite all'interno di gelatina di brodo di carne.
- Galantina, un sorta di insaccato costituito tipicamente da ritagli di pollame o cacciagione aromatizzati con pistacchi a mo' di spessa salsiccia[38]

Usati un tempo come "piattelli", ovvero come stuzzichini nelle osterie tra un bicchiere e l'altro, sono oggi considerati antipasti:
- Insalata di nervetti (nervitt in insalàada), i tendini della rotula e dello stinco del vitello cotti, tagliati a pezzi fini, serviti con cipolle e fagioli e, infine, cosparsi con un trito di prezzemolo e olio[39].
- Giardiniera con verdure locali sottaceto, con peperoni, carote, fagiolini, cipolline e sedano.
- Acciughe sotto sale, dissalate e mangiate con burro e pane, anche usate come ingredienti in varie salse.
- Savoiarda, a base di testina di vitello e lingua, verdure sottaceto, tipicamente peperoni, cetriolini e cipolle, acciughe e capperi, il tutto servito mischiato a mo' di insalata[40].

Un tempo molto più diffusi, o per gli ingredienti non più reperibili localmente come i gamberi di fiume lessi o l'anguilla marinata, o per il cambiamento nei gusti, come il busecchin, un sanguinaccio a forma di ciambella da servire bollito, oggi sono perlopiù in disuso o comunque una rarità.

### Primi piatti

#### Risotti

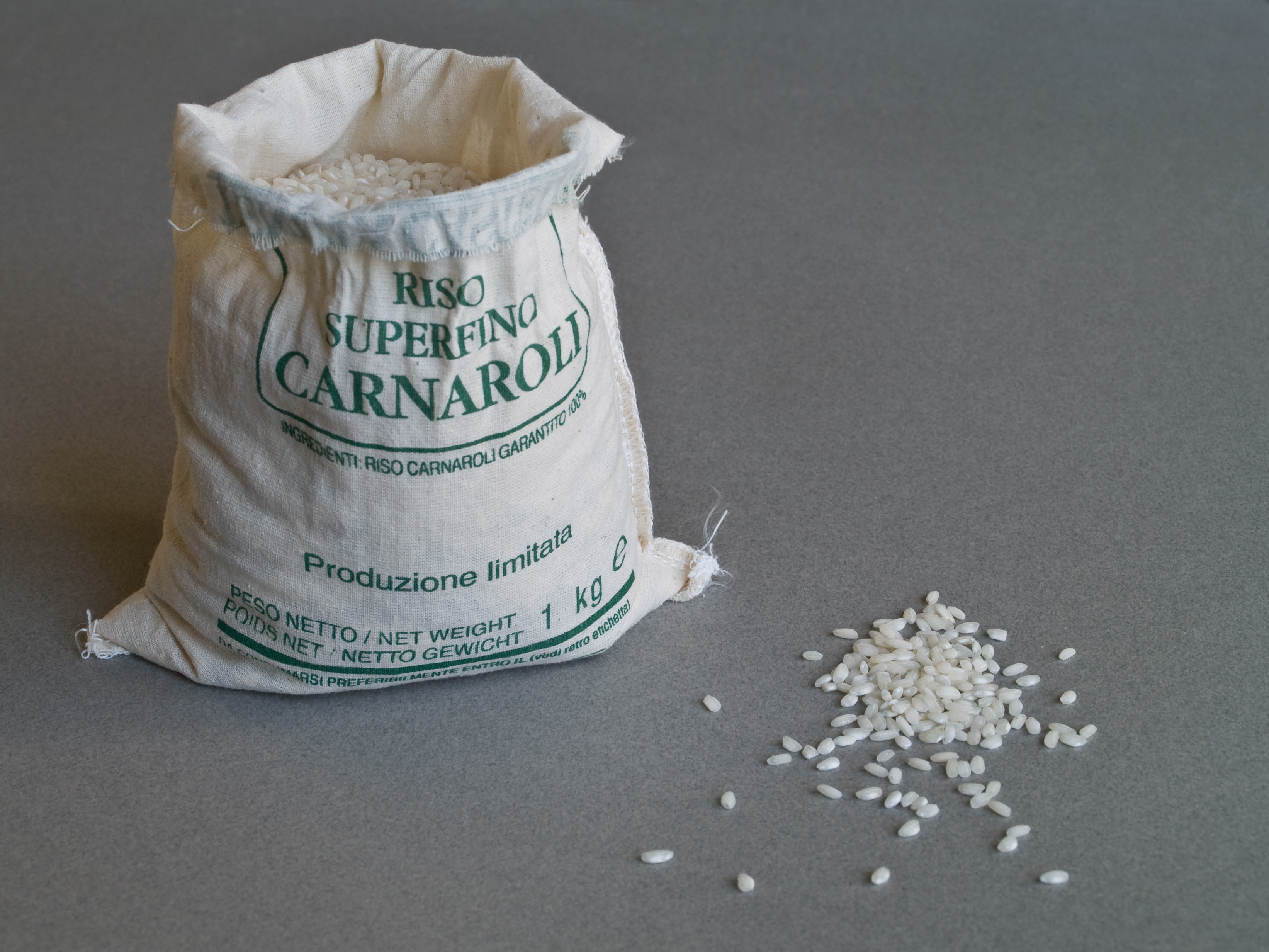
Riso Carnaroli, la varietà più adatta per preparare il risotto

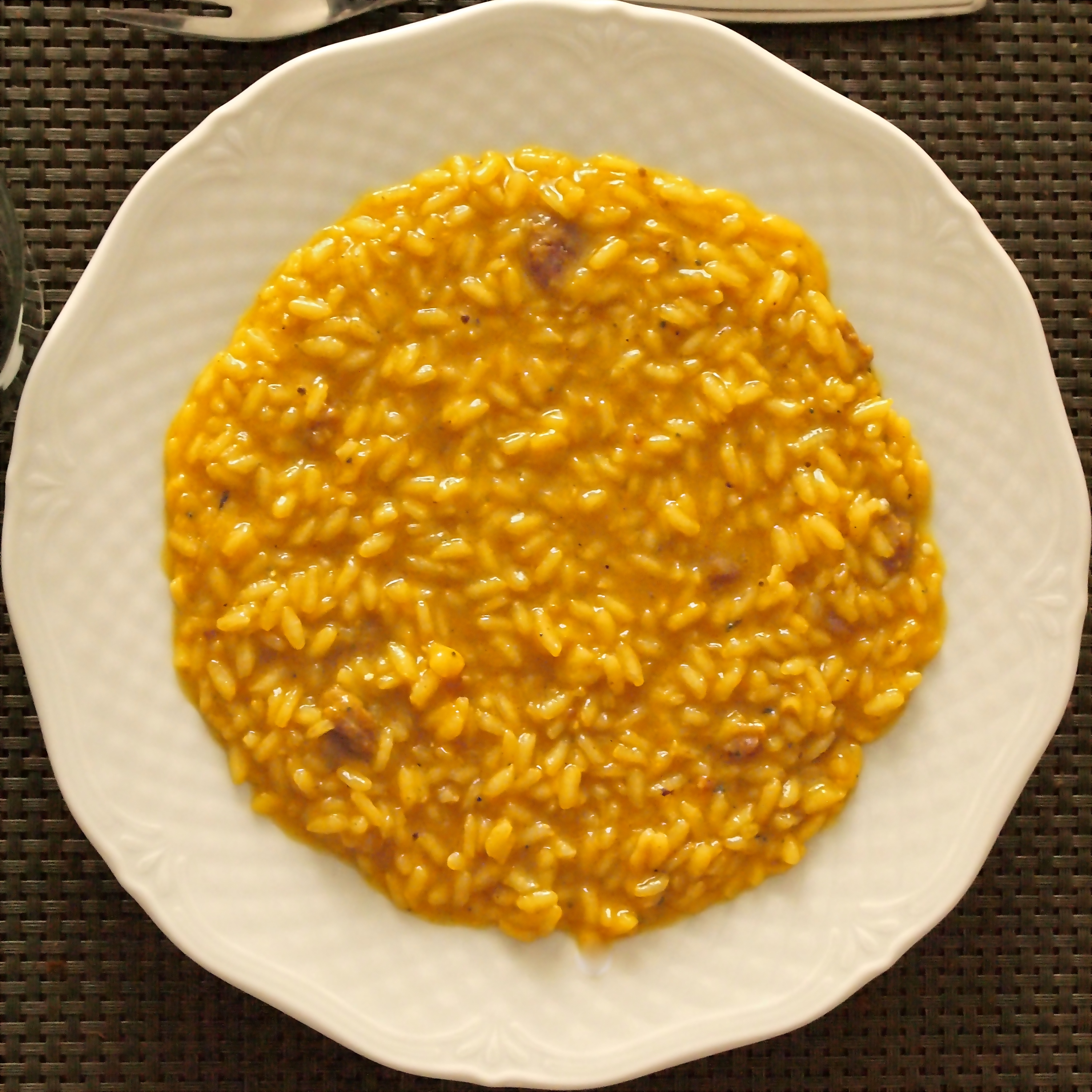
Risotto alla milanese

Piatto forse più celebre della milanese è il risotto allo zafferano, conosciuto al di fuori della città come risotto alla milanese (ris giald): la preparazione prevede un soffritto leggero di cipolla e midollo di bue rigorosamente in burro, tostatura del riso (oltre al Carnaroli ultimamente sono state riscoperte anche altre varietà quali: Rosa Marchetti, Baldo, Maratelli, e Vialone Nano), sfumatura con vino bianco e aggiunta di brodo a mestoli fino a cottura, continua mescolatura con cucchiaio di legno, a metà della quale si aggiungerà lo zafferano (meglio se in pistilli) e il formaggio grattugiato e i gastronomi sono concordi. Le "interpretazioni" nascono sulla quantità e qualità degli ingredienti e su quale sapore fare emergere al momento della "spiattatura".
Oltre alla classica ricetta, esiste un'elevata quantità di varianti di risotto comuni nel territorio milanese, preparati perlopiù con ingredienti locali facilmente reperibili. Tra le varianti più comuni si possono citare:
- alla monzese, senza lo zafferano e con luganega al posto del midollo di bue;
- con la zucca;
- rosso, con pomodoro;
- con i funghi (freschi o essiccati, bianco o giallo);
- con le ortiche (cont i ortiggh);
- con gli asparagi;
- con i gamberetti, unico caso in cui è ammesso il soffritto con l'olio: un tempo si utilizzavano i gamberi di fiume, molto comuni nei fiumi e nei canali del milanese, oggi praticamente scomparsi;
- con i legumi (fasoeu, borlott fagioli; scisger ceci o fave o piselli);
- con gorgonzola (o altri formaggi morbidi al posto del grana);
- al vino;
- mantecato (con più grana e burro crudo a cottura ferma);
- con le rane (servivano quelle piccole, di fosso o risaia, ora introvabili);
- con le quaglie.

Come piatto unico, il risotto giallo si può accompagnare all'Ossobuco alla milanese, agli involtini, al rustin negàa, al manz in grass de rost, bianco, a filetti di persico fritti in burro e salvia o in cotoletta.
Le varianti si possono ricombinare a piacere.
Con il risotto avanzato era abitudine fare il risotto al salto: formato un tortino basso, lo si fa scaldare in tegame con burro caldo in due tempi, fino alla formazione di una crosticina abbrustolita e compatta. I bravi cuochi sono in grado di rovesciare il tortino con un solo deciso gesto del polso, per l'appunto, un salto.
Diverso per preparazione dal risotto, ma pur sempre a base di riso è il riso in cagnone (a la lodesana, lodigiana): bollito in acqua, passato in tegame in burro, aglio e salvia e cosparso di abbondante grana; sia l'acqua di cottura sia il soffritto di salvia si possono insaporire a piacere. Come coi risotti, è possibile combinare questa ricetta base con ortaggi o preparati a base di carne e pesce.

#### Paste in brodo
Relativamente comuni sono le preparazioni di paste ripiene o di pasta all'uovo servite in brodo. Preparazione comune a gran parte della regione sono i ravioli di magro, il cui ripieno è preparato con una base di tuorlo d'uovo e ricotta, a cui vengono aggiunte erbe a seconda della ricetta: generalmente spinaci o ortiche, tradizionalmente raccolti selvatici. Altra ricetta "povera" che riutilizzava la carne cotta per il brodo sono i ravioli di lesso, alla cui carne lessa vengono aggiunti uova, parmigiano, spezie e scorze di limone. Tipico delle feste sono invece i ravioli di carne, con ripieno preparato a partire da carne e sugo di arrosti.
Tra le altre ricette in brodo si può citare il pancotto (pan moeuj o in sùppa), la più semplice forma di riutilizzo degli avanzi: pane raffermo bollito, in acqua, nel latte o in brodo e gli sbrofadej (strizzati) in brodo, la versione ambrosiana dei passatelli, con farina al posto del pangrattato

#### Minestre
Summa delle possibili minestre ottenibili dai prodotti tipici della pianura lombarda è il minestrone alla milanese (minestron a la milanesa): partendo da cotiche di maiale, pancetta a pezzettini e un battuto di lardo e la dote (sedano, prezzemolo e carote) in acqua fredda si aggiungono tutte le verdure disponibili in ordine inverso ai tempi di cottura, indispensabili fagioli (abbondanti) e patate; le verdure devono sobbollire per almeno due ore. Alla fine, la verza e il riso, cotto invece a fiamma vivace. Il disfarsi di alcuni ingredienti, renderà più corposo e saporito il brodo.
"Fra noi, il riso si suole maritare con erbaggi e legumi e carnaggi...usanze che si possono dire quasi esclusivamente nostre", dice il Cherubini passando all'elenco delle zuppe che ne comprende ben trenta, tra le quali ricordiamo le più caratteristiche:
- riso e fave (ris e basgiàn);
- riso e polmone (ris e corada);
- riso e prezzemolo (ris e erborinn);
- riso e latte (ris e lacc);
- riso e rane (ris e rann);
- riso e patate (ris e pomm de terra);
- riso e fagioli o altri legumi (ris e fasoeu);
- riso e biete (ris e meregold);
- riso e rape (ris e rav);
- riso e asparagi (ris e sparg);
- riso e pomodoro (ris e tomates);
- riso e zucca (ris e zucch).

### Secondi piatti

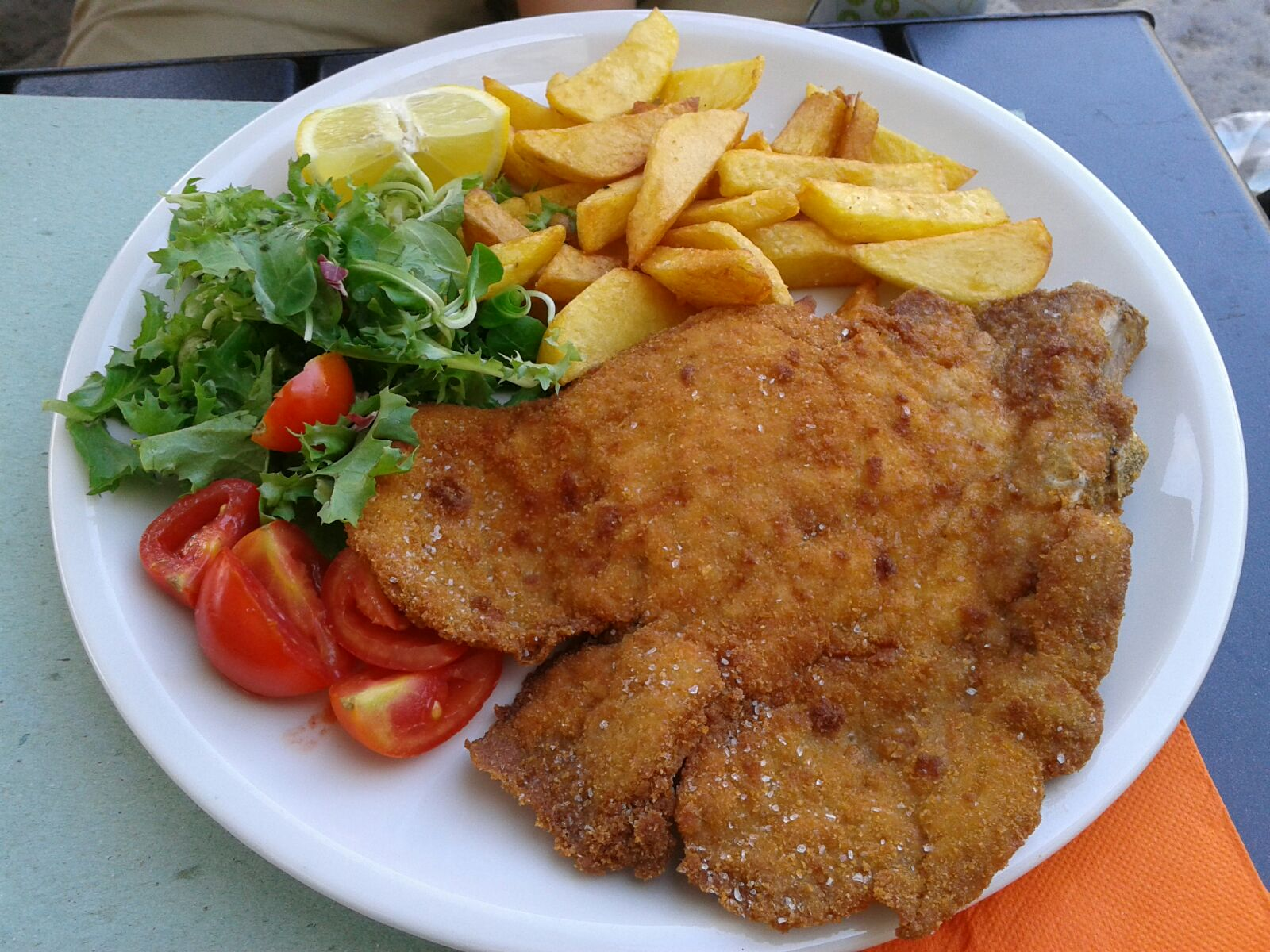
Cotoletta alla milanese

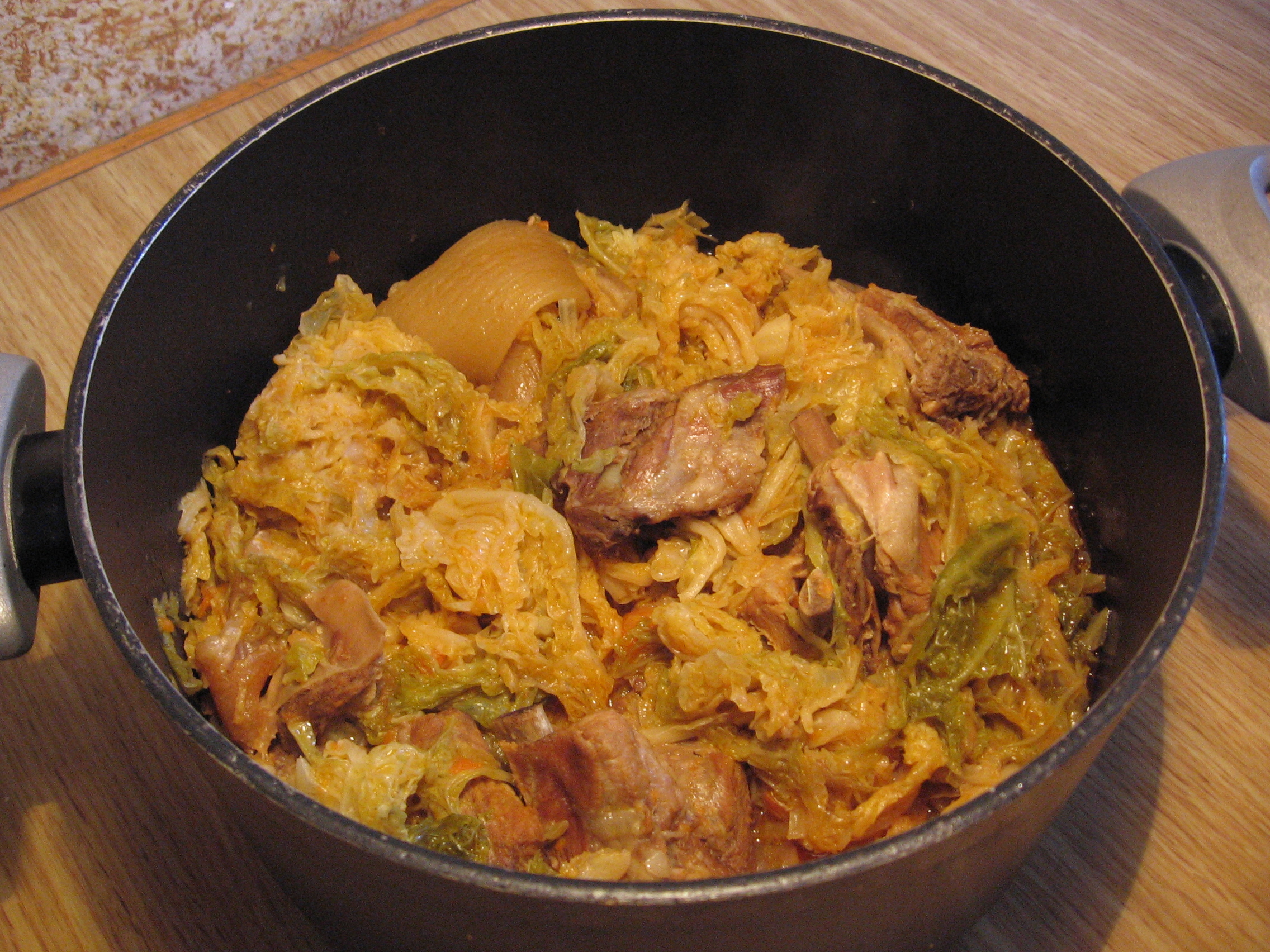
Cassoeula

La carne è sicuramente l'elemento principale della cucina milanese dopo i risotti: la posizione della città, in una fertile pianura con abbondanza di legna e allevamenti ha fatto sì che nei secoli si sviluppassero in particolare maniera piatti di carne dalla cottura prolungata, come brasati, stracotti e preparazioni in brodo. Tra gli animali "protagonisti" della cucina milanese ci sono sicuramente il vitello, usato per la celebre cotoletta, ma soprattutto il maiale, con cui si prepara la cassœula, il cui allevamento risalirebbe ai Celti; meno diffuse di un tempo e oggi perlopiù reperibili nella Lomellina sono le pietanze a base di oca. Alla stessa maniera il pesce e i gamberi di fiume, oggi quasi non più reperibili a causa della forte urbanizzazione del territorio milanese, costituivano assieme al baccalà e ai pesci dei vicini laghi le pietanze principali dei giorni di magro: ampiamente diffuse erano anche le rane delle vicine risaie.

#### Piatti di carne e verdure
- Cotoletta o costoletta alla milanese (coteleta): costoletta di vitello tagliata dal carré, con l'osso, impanata e fritta nel burro a fiamma vivace. Per una buona riuscita, di vitello giovane (civett), di spessore costante, frollata almeno un giorno, accuratamente mondata da ogni "legamento" con l'osso, sfibrata col batticarne. Passarle leggermente nell'uovo sbattuto e impanare in mollica non vecchia di pane bianco, appena prima della cottura; friggere in padella piatta col burro a color nocciola.[48]
- Ossobuco alla milanese (òsbus a la milanesa): trancio di stinco di vitello o manzo in umido. Infarinare leggermente e rosolare a fiamma vivace in burro su entrambi i lati, adagiare su un soffritto di cipolla, carote e sedano, con pomodoro, bagnare con vino bianco, coprire e fare cuocere a fuoco lento per un'ora e mezzo rabboccando con brodo. La cottura è a punto quando la carne si stacca dall'osso. Poco prima cospargere di gremolada (trito) di prezzemolo, poco aglio e rosmarino, con scorza di limone.[49] Da solo o, meglio, sul risotto giallo.
- Trippa in umido (busecca): in alternativa, può essere considerata una zuppa, un piatto unico o una pietanza. Rosolate per dieci minuti le trippe miste degli stomaci di vitello[50] in un soffritto di burro, lardo, cipolla, sedano a pezzetti, carote a fettine e salvia, si aggiunga acqua, un pezzo di coda di manzo, pomodoro e fagioli borlotti. Due ore e mezzo di cottura con coperchio, a fuoco lento lasciando riposare alla fine per potere "schiumare" (sgrassare); servire con abbondante formaggio grattugiato.[51] Una variante: foliolo coi borlotti, foijoeu cont i borlott.[52]
- Cassœula: antico piatto descritto anche da Pietro Verri nella sua Storia di Milano con riferimento all'XI secolo e alla cottura rituale della vivanda propiziatrice della pioggia.[53] Prevede due cotture separate: una breve per costine e salsicce (luganeghitt) e una lunga per piedino, guancia, musetto, cotiche e parti più resistenti con frequenti sgrassature. La parte verde delle verze viene aggiunta precocemente mentre quella bianca, più dura, solo all'ultimo perché non si disfi. Viene spesso accompagnata dalla polenta. Si cucinava nei giorni più freddi dell'anno perché la gelata notturna, con un'azione meccanica, intenerisce le foglie di verza. È legata in particolare al 17 gennaio, ricorrenza di Sant'Antonio abate, protettore dei macellai e degli animali domestici, che viene spesso raffigurato accanto ad un maiale. Questa data, inoltre, segnava la fine del periodo di macellazione dei maiali.
- Rosticciata (rostisciada o rustisciada): spezzatino costituito da lombo di maiale e luganega cotti nel burro insieme a cipolle, vino bianco ed erbe aromatiche, viene spesso servita insieme alla polenta. Piatto tipico della Brianza, è diffuso con alcune variazioni (come l'aggiunta del pomodoro o della carne di vitello) anche nel milanese, lecchese, comasco e varesotto.
- Rostin negàa (in milanese diffuso al plurale, rustitt negàa, letteralmente arrostini annegati): nodini di vitello infarinati, rosolati nel burro insieme alla pancetta, profumati con la salvia poi annegati e fatti cuocere a lungo a fiamma bassa con vino bianco e brodo di carne, da cui il nome. Accompagnati solitamente da purè di patate o polenta.
- Polenta e bruscitt: straccetti di manzo rosolati nel burro e nel lardo, aromatizzati con aglio e finocchietto selvatico; vengono cotti a lungo a fuoco lento ed infine sfumati con vino rosso. I bruscitt sono solitamente accompagnati dalla polenta e consumati nei mesi invernali. Si tratta di una ricetta tipica di Busto Arsizio.
- Scaloppina al vino bianco: fettine di vitello infarinate e cotte nel burro insieme alla salvia poi sfumate con vino bianco secco e brodo vegetale o di carne sino ad ottenere un'emulsione; guarnite spesso con prezzemolo.
- Bollito misto alla milanese o alla lombarda, variante del bollito misto che prevede la lessatura di scamone di manzo, testina di vitello e cappone. Le tre parti vengono servite assieme alle verdure bollite, al cotechino cotto a parte, alla mostarda ed almeno tre salse: la salsa verde, a base di prezzemolo, olio e acciughe, (rispetto alla versione piemontese differisce per l'aggiunta di pane raffermo e tuorlo d'uovo), la salsa rossa, ottenuta cuocendo pomodori, peperoni e carote (quasi del tutto simile alla versione piemontese) ed infine la salsa gialla, preparata a base di tuorlo d'uovo, succo di limone, farina e zucchero e cotta in tempo sufficiente per rapprendersi. Il brodo ottenuto per la cottura del bollito servirà da base per un risotto, per i ravioli o per la cottura di altre pietanze come l'ossobuco o i nodini.
- Brasato nella sua variante locale, molto simile al brasato al barolo, sostituendo il barolo con un Valtellina superiore DOCG o un altro vino locale corposo, e aggiungendo alla preparazione pomodori pelati e brodo. La pietanza viene accompagnata da polenta, volendo con aggiunta di formaggi come taleggio o gorgonzola.
- Mondeghili, polpette di carne già cotta,[54] legate con pan grattato, uova, salame crudo o mortadella, prezzemolo tritato e spezie. Stufate avvolte in foglie di verza trattenute con filo di refe le seconde, o leggermente appiattite e fritte a fiamma vivace nel burro le prime[52]

Giovanni Rajberti, poeta e medico milanese (1805-1861), vede così il susseguirsi delle festività
Il testo, in dialetto milanese, è il seguente:

Pasqua la g'ha el cavrett a l'uso ebrej,
e per differenzialla no se scappa
de fa l'insalattinna e i oeuv in ciappa;
gh'è finna el dì di mort
che porta tempia e scisger per confort,
e la sira, per compì l'indigestion,
gh'è el rosari e i marron.
Figurev poeu a Natal
che tra i fest l'è la festa principal;
se sent fina a tri Mess e capirii
che gh'è anca l'oblig de mangià per tri.»
(Giovanni Rajberti, L'arte di convitare spiegata al popolo.)
- Fritto misto alla milanese:[56] cervella, animelle (laccett)[57], fegato e rigaglie di pollo.
- Tempia di maiale e ceci (tempia e scisger) piatto tradizionale per il giorno dei morti e nel mese di novembre.
- Lumache alla milanese (sgusciate, con cipolla, acciughe e prezzemolo; aglio, farina e vino). Piatto dalla lunghissima preparazione, per il laborioso spurgo dei molluschi prima a freddo e poi a bollore. Per la cottura finale e perché il "sughetto" sia della giusta consistenza, un'ora a fiamma lentissima rimescolando di continuo

#### Piatti di pesce
Se ad oggi reperire il pesce a Milano non è un problema, anticamente la distanza dal mare faceva sì che i pesci sulle tavole meneghine fossero pesci dei numerosi fiumi circostanti, al più dei laghi lombardi o pesci sotto sale o essiccati.
Ampiamente consumata era l'anguilla, che era abbondantemente diffusa nei fossi della campagna milanese: preparazione base era l'Anguilla in carpione, marinata, rosolata in burro e salvia e irrorata di vino bianco e accompagnata con concentrato di pomodoro e fagioli borlotti. Per la marinatura si dispongono i pezzi ben serrati in una terrina coperti dal carpione. Per quest'ultimo, soffriggere nel condimento usato per il pesce, alloro, rosmarino, chiodi di garofano, aglio, cipolla a rondelle, pepe. Si aggiunge infine abbondante aceto e si porta il tutto ad ebollizione. Il procedimento è identico, seppur con piccole varianti negli ingredienti per altre qualità di pesce. Esiste anche una variante alla griglia (Inguilla a la gradèlla), dove l'anguilla viene prima marinata in succo di limone, pepe e prezzemolo e la versione in umido (Inguilla in umid), impanata, fritta e poi bagnata in abbondante vino per terminare la cottura. Ricette del tutto simili possono essere effettuata con la tinca e il luccio, che per via della carne tigliosa deve essere sottoposto a lardellatura.
Oggi sopravvissute solo in poche parti della bassa pianura lombarda, le rane era un tempo ampiamente consumate, data la loro abbondante disponibilità nei canali e nelle risaie circostanti. Le rane venivano principalmente consumate fritte (Fritura de rann), dopo essere state spellate, marinate e impanate, oppure in guazzetto (Rann in sguazzett), fritte in abbondante burro, a cui si aggiunge vino, limone, prezzemolo ed infine un po' di farina a fine cottura per addensare il sugo di cottura che verrà servito. Similmente erano consumati i gamberi di fiume, preparati anche lessi, oggi praticamente scomparsi per via dei mutamenti ambientali della campagna milanese.
Per il venerdì esiste infine un'apposita versione di polpette, le polpette di magro, preparate con filetti di pesce persico, mollica di pane imbevuta di pane, il tutto viene tritato, amalgamato con uova, impanato e fritto nel burro.

### Polenta e piatti della consuetudine
Comuni a tutta la regione e in genere alla Valle padana, altri piatti che si consumavano abitualmente sulle tavole milanesi. La polenta, piatto base della dieta dei poveri, poteva essere più o meno arricchita e servita anche sulle tavole dei ricchi:
- Polenta vedova, non condita, da sola[64], o accomodada, ovvero servita assieme ad altre pietanze
- Polenta fritta: gli avanzi della polenta precedentemente cotta vengono fritti nel burro per essere consumati in altre occasioni.
- Polenta e latte
- Polenta con formaggio, alla polenta calda viene aggiunto del formaggio che si scioglie nella pietanza. I formaggi più comuni utilizzati sono il gorgonzola e il taleggio
- Polenta pasticciata (polenta pastizzada), polenta a cui venivano aggiunti a fine cottura burro, salsiccia, grana e funghi
- Polenta e merluzzo, piatto tipico del venerdì[65].

Altro piatto importante nell'uso (soprattutto domenicale) è il bollito misto alla lombarda, derivato probabilmente dalla tradizione piemontese, ne costituisce una variante meno ricca ed è accompagnato da mostarda e varie salse: rispetto all'uso piemontese si segnala l'uso del cappone o di altro pollame farcito prima di essere cotto. Condiviso sempre con la cucina piemontese, con cui è contesa la paternità, è il vitello tonnato (vitell tunè), che consiste in un taglio di carne di vitello marinato e bollito, poi servito freddo con una salsa a base di tonno, capperi e acciughe. Altri piatti di carne sono il fritt de less (cotoletta di carne bollita avanzata), manz in grass de rost (manzo al grasso di arrosto), polpett de la serva, fegato alla milanese, involtini di vitello alla milanese, vitello tonnato, scaloppine di vitello al marsala o al prezzemolo, piccata di Vitello al prezzemolo, pulpet de la sigula, involtini di vitello ripieni di parmigiano, prosciutto e prezzemolo.

### Contorni, salse e condimenti
I contorni ai piatti di carne, nei secoli scorsi comunque non frequentemente presenti se non nelle tavole dei più abbienti, sono principalmente verdure, lesse, fritte oppure condite in varia maniera. Tra i piatti più comuni, che possono all'occorrenza fare secondo piatto da sé, si possono citare funghi e verdure (in particolare i finocchi) impanate con uovo e fritte, cardi alla besciamella, fiori di zucca fritti, barbabietola rossa in insalata, pasticcio di patate, sformato di spinaci, oltre alle foglie e ai tuberi di stagione crudi o lessati e ai conosciutissimi asparagi alla milanese con uova al burro e formaggio grattugiato. Per le classiche uova, due modi locali nel definirle: al tegame col burro, in cereghin (in chierichetto), e sode, dimezzate, in ciappa (in chiappa). Cotture tipiche: in frittata (fertada), uova sbattute con pomodoro in padella, al tegame coi porri.
Come in buona parte della cucina dell'Italia settentrionale, i condimenti della cucina milanese sono di origine animale: a partire dalle fritture eseguite in burro, in pancetta o in lardo, questi due vengono usati anche per irrobustire ed insaporire minestre di verdura. Alla stessa maniera, la panna può essere usata come base per insalate o sughi. L'olio, usato come condimento ad insalate, poteva essere usato saltuariamente per le cosiddette "fritture di magro".
Ad accompagnare il bollito misto vengono usate tradizionalmente tre salse: la salsa rossa, a base di pomodoro, pancetta tritata fine ed aglio, la salsa verde, a base di prezzemolo, aceto, acciughe, capperi, aglio e tuorlo d'uovo e la salsa gialla, preparata a partire da tuorlo d'uovo, succo di limone e brodo. Versione più semplice della salsa verde è la salsa di capperi, con capperi, acciughe e cipolle tritate ed unite con aceto. Sempre ad accompagnare il lesso può essere presente la salsa cren, a base di rafano, e la mostarda: oltre alle due più celebri versioni, la mostarda di Cremona e la mostarda di Voghera, diffusa era un tempo la mostarda milanese, in cui la frutta o la verdura era servita in forma di marmellata.
Similmente a queste, un tempo era ampiamente diffuse salse a base di frutta o comunque dolci: per i lessi ma anche per le cotolette vi era la salsa di uvette e pinoli, a cui veniva aggiunto aceto, zucchero e brodo, la salsa grattacù a base di bacche di rosa canina, vino bianco e zucchero, e la salsa di ribes, usata per gli arrosti, a base di ribes, farina, burro, succo di limone e noce moscata.

### Specialità difficilmente classificabili
- Cervellaa, la cervellata. In milanese, salumieri o pizzicagnoli si chiamano cervellee e il termine è legato per l'appunto alla cervellata, "una sorta di salsiccia alla Milanese", dice il Vocabolario della Crusca nell'edizione, la quarta, del 1729[72] che tutti producevano e su cui si misurava la loro abilità. Il problema nasce dal fatto che, a quanto pare,[73] di cervella non ce n'era. Questa "salsiccia" è citata, nel XV secolo, nel Libro de arte coquinaria di Maestro Martino[74], che forse ne è anche l'inventore. Nel primo capitolo, tra gli ingredienti (coscia magra di maiale o di vitello, buon grasso di porco o di vitello battuti il più finemente possibile al coltello, cacio vecchio e cacio grasso, buone spezie, due o tre uova, zafferano, il tutto accuratamente mescolato e insaccato in budello di maiale e legato lungo o curto come vuoi) la cervella non compare. È il Cherubini ad argomentare nell'Ottocento che troppi sarebbero stati i maiali da macellare, vista l'esigua dimensione del loro cervello, per soddisfare la pretesa di aggiungerne anche solo un poco nella diffusissima produzione dell'insaccato[75] e opina che, forse, nell'antichità si era potuto fare e il nome era poi sopravvissuto. Secondo Maestro Martino era da consumarsi lessata, ma ancora nel XIX secolo era usata come "base" nella confezione di diversi piatti che richiedevano un soffritto iniziale (per esempio nel risotto) o per preparare brodi. La sua produzione si ridusse fino a sparire alla metà del secolo scorso: oggi è ricomparsa tra le specialità della più nota salumeria-gastronomia di Milano, proprio nella ricetta quattrocentesca.
- Sanguinaccio alla milanese. Si tratta di un sanguinaccio dolciastro realizzato con grasso e sangue di maiale, panna, tuorlo d'uovo, cacao, uvetta, pinoli e cannella. Veniva poi imbudellato e cotto in brodo di carne prima di essere consumato[76].
- Torta alla milanese.[77] Di un altro grande gastronomo, l'Artusi, è la ricetta di questa specialità che nonostante il nome e alcuni degli ingredienti non è un dolce. Si parte da carne magrissima lessata o arrostita tritata finissima al tagliere, la si mescola con cioccolata sciolta, aggiungendo pinoli e uva sultanina e mettendo al forno tra due strati di pasta frolla. "Non ha bastanti meriti per figurare in una tavola signorile e per piatto di famiglia è alquanto costoso", commenta l'Artusi stesso, ma ne fornisce la ricetta come specialità meneghina.

### Dolci

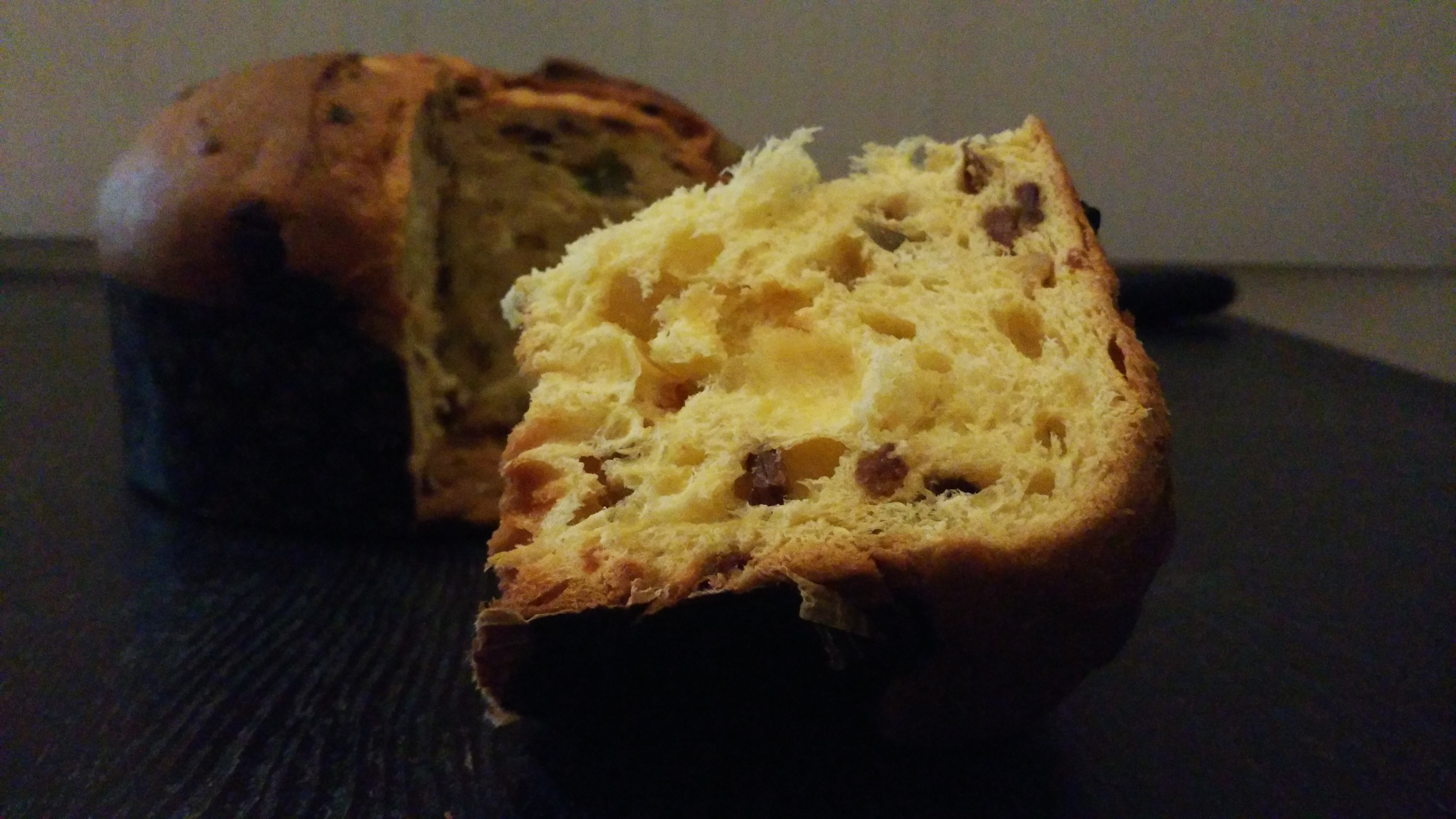
Il Panettone, il classico dolce natalizio di Milano

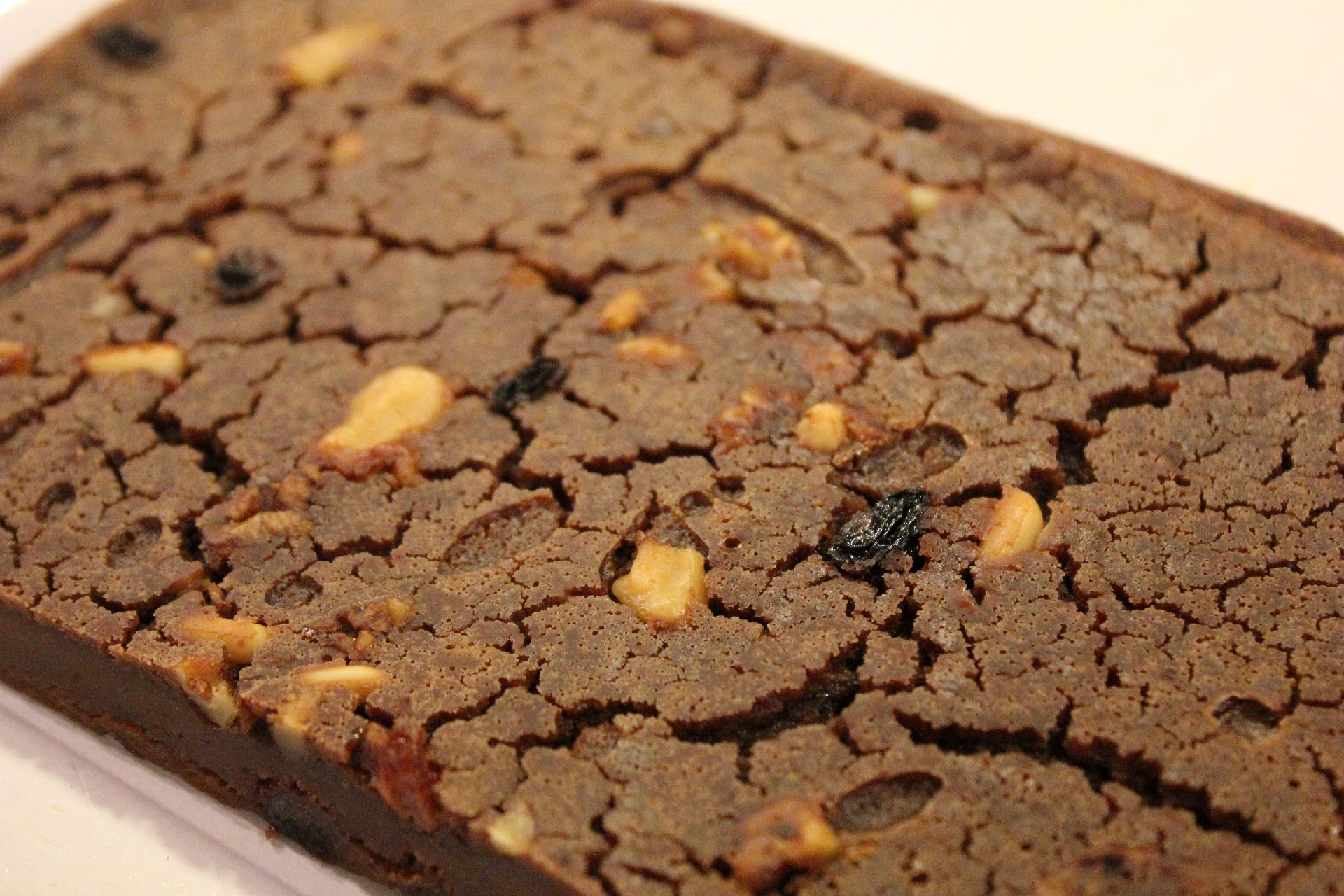
Castagnaccio milanese

Il panaton, panettone compare nel Varon Milanes, prima del 1606, ed è così definito: pan grosso quale si suol fare il giorno di Natale; col tempo, la grafia muterà leggermente (panatton), ma non la ricetta: pasta di pane, burro, uova, zucchero, uva passerina (ughett), sottoposto a una lievitazione più prolungata per conferirgli leggerezza; caratteristica anche l'incisione sulla faccia superiore (a mandorla) che con la cottura si apre a "molti cornetti". Oggi, con il pandoro di Verona è il dolce nazionale in occasione delle ricorrenze natalizie.
Altro dolce tipico del Natale ma consumato tutto l'anno è la veneziana, simile al panettone per forma e dimensione (al di fuori del periodo natalizio sono invece comuni le veneziane delle dimensioni di un bombolone), ha un impasto a metà tra questo e la brioche ed è ricoperto da glassa e zucchero in granelli.
La colomba è il dolce tipico della Pasqua. Inventata dalla Motta negli anni trenta del Novecento a partire dall'impasto del panettone, è ora diffusa in tutta Italia.
La stagione autunnale porta la busecchina (letteralmente trippetta) dolce di castagne secche, ammollate per una notte bollite lentissimamente fino a che abbiano riassorbito quasi l'acqua di cottura e aggiungendo al ristrettissimo brodo un bicchiere di vino dolce: servite tiepide in ciotole, affogate nella panna liquida o guarnite da quella montata, o entrambe le cose. Il castagnaccio (pattona, pan de castegn) è prodotto da forno molto diffuso e ne esiste una versione milanese, ma le castagne e i loro venditori fanno parte dell'iconografia milanese della prima metà del secolo scorso: sono i fironatt, venditori di collane di castagne affumicate, il Gigi della gnaccia o quel della gnaccia, i venditori di castagnaccio e quei di brusaa o di scott, i caldarrostai o i venditori di marroni lessati.
Due torte della tradizione milanese sono la meneghina e la bertolda o bertuldina, entrambe da cuocere in teglia al forno: la prima con uova, farina bianca, farina di nocciole, latte, lievito e zucchero, mele da mescolare a spicchi nell'impasto prima della messa in forno. La seconda con farina bianca e farina gialla "fioretto" a grana molto fine, impastate con uova, abbondante burro fuso, latte, scorza di limone grattugiata, lievito. A base di mele e pane raffermo è la charlotte alla milanese, che può essere servita calda nella stagione invernale e fredda nei periodi più caldi.
Di farina gialla, ma a grana grossa, anche il Pan Meino (Pan de mej), versione dolce e variamente arricchita del pane giallo. La torta paciarella di Gessate, nota anche come "torta paesana", Michelacc o "turta de lacc" è una specialità dell'omonima cittadina milanese, ma è diffusa in varie versioni nei paesi limitrofi e in Brianza. Dolce di origine medievale e di estrazione povera, è costituita da una base di pane raffermo imbevuto nel latte a cui sono aggiunti cacao, amaretti, pan d'anice, uva passa e canditi.
La carsenza ("crescenza") in dialetto indica sia il piccolo formaggio molle (stracchino) un tempo schiacciato e tondeggiante, sia le focacce salate o dolci tipiche del Capodanno come recita il Rajberti nella poesia più sopra. Il Banfi ne ricorda sei: con uova e zucchero, con lo strutto, di pasta di bonbon, di pasta dura, frolla o di marzapane. Per la ricorrenza dei defunti si preparavano gli oss de mord (ossa da mordere) e gli oss o pan di mort (ossa o pane dei morti), entrambi a base di mandorle, durissimi i primi in forma di biscotti, più masticabili i secondi, tondi e simili nella forma al panforte.
Per carnevale, come un po' dappertutto, tortelli (frittelle) e chiacchiere, ma qui un tempo rigorosamente fritti, mentre oggi sono cotti al forno. Da ricordare due dolci poveri, che si preparavano in casa: la cutiscia, pastella di farina e acqua, un pizzico di bicarbonato per sostituire il lievito e un po' di zucchero, poi fritta in oli de linosa, olio di lino, oggi d'oliva e la frittura dolce, a base di semolino: l'aggiunta di un cucchiaino di cacao tra gli ingredienti ne darà la variante al gusto di cioccolato.
Un tonico, più che un dolce, l'intraducibile rosumada a ressumada: tuorlo d'uovo sbattuto con zucchero e vino rosso, per gli adolescenti in crescita e le persone affaticate; faceva parte di quelli che oggi chiamiamo i "rimedi della nonna" che non vanno assolutamente somministrati a minorenni. Si può fare anche con marsala o brodo. Ha un inventore, invece, Domenico Barbaja, la barbajada, la bevanda di cioccolato, caffè e latte che dalla metà dell'Ottocento accompagna la degustazione dei dolci milanesi.

## Prodotti tipici e tradizionali

### Formaggi
Nella cucina milanese i formaggi hanno una grandissima diffusione, tanto che un proverbio milanese recita che la buca l'è minga straca se la sà no de vaca, ovvero "la bocca non è stanca se non sa di mucca", ad indicare la consuetudine di terminare un pasto con del formaggio: il poeta Ugo Foscolo chiamò ironicamente "Paneropoli" la città di Milano, ad indicare la presenza capillare di formaggi e derivati del latte (panna) nella cucina milanese.
Tra i formaggi tipici originari del milanese più conosciuti ci sono sicuramente il gorgonzola, nato dell'omonimo comune, nelle sue varianti dolce e piccante, il grana padano, prodotto in tutta la bassa pianura lombarda, ed il mascarpone, prodotto in particolar modo nell'area di Abbiategrasso, utilizzato anche come base per una crema da mangiare assieme al panettone. Tra gli altri formaggi DOP prodotti nel milanese ci sono il provolone Valpadana, il quartirolo, il taleggio, il salva e lo stracchino. Sulle tavole milanesi non mancano tuttavia i numerosissimi formaggi proveniente da tutta la Lombardia.
Il formaggio, solitamente mangiato da solo o con pane, è anche usato per condire un altro piatto tipico milanese ed in generale della cucina dell'Italia settentrionale: la polenta. Alcuni formaggi, come la ricotta, possono essere preparati fritti nel burro

### Pane

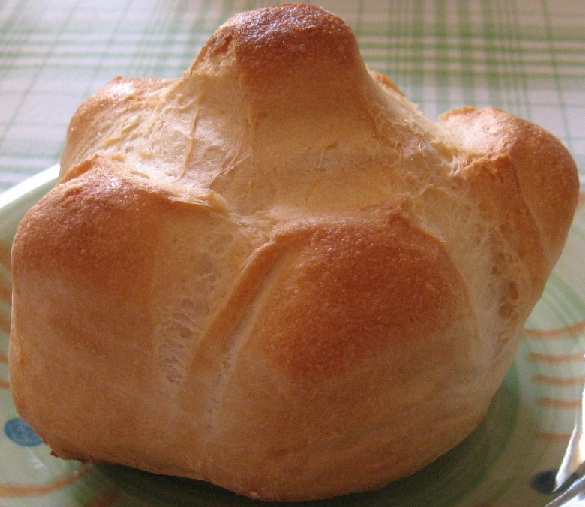
La michetta (micchetta), il classico pane milanese

La Micchetta, pl. micchett, è il pane bianco di farina di frumento in piccola pezzatura, tipico di Milano. Piccino e gentile lo diciamo micchetta, piccino e dozzinale micca, grosso miccotta o pagnotta. Il termine pan (pane) si riferisce esclusivamente a quello grosso da una libbra e vendesi a peso mentre micch e micchett si vendono a numero. 
Essendo il frumento quello più apprezzato e costoso, un tempo si faceva il pane anche con farine mescolate a quelle di altri cereali (granturco, miglio, segale, orzo) o anche di legumi secchi come i ceci o farina di patate. La più nota di queste varianti è il pan de mej (pane di farina di granturco o di miglio), chiamato anche pan giald, pane giallo. Oggi la michetta è considerata "pane comune", quello più economico, e i gusti si sono evoluti verso forme più elaborate di panificazione, con particolare attenzione alle tipicità di altre regioni. Dal pane derivano ancora diverse varietà di prodotti da forno, con l'aggiunta per esempio di uvette, o diverse lievitazioni o piccole quantità di burro o altri condimenti per trasformarlo in pizze e focacce. Anche da questo punto di vista però la tradizione si è omologata alla media del paese e i prodotti in vendita nelle panetterie sono molto simili a quelli di tutto il resto d'Italia.

### Vini e liquori

Una bottiglia di Colli di Sant'Erasmo, che era prodotto a Legnano, comune situato nella città metropolitana di Milano

Le prime tracce di viticoltura e produzione vinicola risalgono all'epoca romana: ritrovamenti archeologici e rappresentazioni artistiche suggerirebbero una diffusione apprezzabile di tale attività sotto l'impero di Diocleziano, in cui Milano fu elevata al rango di sede imperiale. Un documento risalente al 918 testimonierebbe invece la presenza di vigneti nella zona di San Colombano al Lambro. Testimonianze più recenti sono quelle del senatore Carlo Verri, in cui descrive la produzione vinicola tra le aree di Magenta e Busto Garolfo, nonché la già citata San Colombano al Lambro: tali località sono le stesse descritte ed elogiata dal poeta Carlo Porta nel Brindisi di Meneghino all'osteria, dove i vini locali vengono paragonati addirittura ai migliori vini francesi.
Ad ogni modo, nell'Alto Milanese, prima della bonifica Villoresi e fino alla fine del XIX secolo, la viticoltura era una delle attività agricole preminenti: molti sono i vecchi torchi per l'uva ancora sparsi per la provincia di Milano. Il vin nostran non era comunque sufficiente per soddisfare i consumi milanesi e si ricorreva all'importazione sia dalla regione sia da quelle vicine, specialmente Piemonte e Veneto, assieme a robusti vini da taglio dal Meridione: curiosamente in milanese trani è sinonimo di osteria e tranatt è l'ubriacone. Nelle osterie, oltre ovviamente a portate fredde con ampia scelta di salumi e formaggi, venivano serviti anche piatti caldi, in particolare la trippa; un vecchio detto milanese in latino maccheronico recita infatti: post crostinum vinum, post vinum crostinum, è meglio ber a stomaco pieno.
La viticoltura nel milanese rimase un'attività diffusa fino alla seconda metà del XIX secolo, quando da un lato l'arrivo della fillossera, dall'altro la possibilità di colture più remunerative nell'area (su tutte la bachicoltura per la produzione di seta) causarono un progressivo abbandono di gran parte delle aree dedite all'uva da vino. Attualmente l'unica zona dedita alla produzione di vini in provincia di Milano è l'area compresa tra San Colombano al Lambro e Sant'Angelo Lodigiano, exclave milanese in provincia di Lodi storicamente legata alla città di Milano, dove viene prodotto il San Colombano al Lambro D.O.C. nella varietà rosso e bianco, sia fermo che frizzante, e il Collina del Milanese I.G.T., di cui oltre al comune rossa e bianco, esiste anche nelle varietà rosato e passito.
Milano oltre ad essere il luogo di nascita del Campari e dell'Amaro Ramazzotti, "inventato" in un locale nelle vicinanze dell'Arena Civica e prodotto in provincia sino al 1994, è il luogo di nascita e di produzione del Fernet Branca: consumato secondo la tradizione locale liscio o aggiunto nel caffè, l'amaro è ancora prodotto nella fabbrica costruita nei primi anni del '900, all'epoca in aperta campagna, oggi in piena città. Di origine milanese sono anche l'amaro Giuliani e il Rabarbaro Zucca.